# André Fallières
André Fallières, född 30 september 1875, död 20 augusti 1968, var en fransk politiker och advokat. Han var son till Armand Fallières.
Fallières blev deputerad 1919 och var fransk socialminister 1926-28.